# Zólyombrézó
Zólyombrézó (szlovákul: Podbrezová) község Szlovákiában, a Besztercebányai kerületben, a Breznóbányai járásban. Hozzá tartozik Lopér is.

## Fekvése
Breznóbányától 10 km-re nyugatra, a Garam partján fekszik.

## Története
A falu a 19. század közepén keletkezett Lopér határában, a kisgarami vashengermű mellett. Az anyakönyvekben 1849-től szerepel. Maga a kolónia 1853-ban 11 családi ház építésével jött létre. Az 1860-as években már 18 ház állt itt. Fejlődése a század végén a Besztercebánya–Breznóbánya vasútvonal megépítése után új lendületet kapott. Ekkor alapították a vasművet, amely fokozatosan az akkori Magyarország legnagyobb ilyen üzeme lett. A falu a 19. század végén épült, házai Szlovákia egyik legrégibb munkástelepülését képezik Szlovákiában. 1883-ban az üzem „Brezovai királyi vasgyár Zólyombrézó” néven önálló lett. A település iskolája 1884-ben nyílott, gyógyszertárát 1890-ben, templomát 1892-ben építették. Bővítették a munkásszállót is és kaszinót alapítottak. 1900-ban újra jelentősen bővítették az üzemet. 1909-1910-ben új, négy tantermes iskola épült, melyet 1910. július 18-án avattak fel. Az üzemet 1918 után államosították. A trianoni diktátumig Zólyom vármegye Breznóbányai járásához tartozott.
A második világháború előtt az üzem a Zbrojovka fegyvergyártó konszern érdekeltségébe került, majd a németbarát szlovák állam megalakulása után a német tulajdonú Hermann Göring Werke konzorcium része lett. 1945-ben ismét államosították. 1949-ben a vasmű nevét „Švermove”-ra változtatták, fejlesztették és bővítették. A település csak 1952-ben lett önálló község, míg a korábban önálló Lopér a település része lett.

## Népessége
| Év:            | 1994. | 2004.   | 2014.   | 2024.    |
| -------------- | ----- | ------- | ------- | -------- |
| Emberek száma: | 4178  | 4171    | 3965    | 3470     |
| Eltérés:       |       | -0,16 % | -4,93 % | -12,48 % |

| Év:            | 2023. | 2024.   |
| -------------- | ----- | ------- |
| Emberek száma: | 3503  | 3470    |
| Eltérés:       |       | -0,94 % |

2001-ben 4295 lakosából 4166 szlovák volt.
2011-ben 4060 lakosából 3400 szlovák.

## Neves személyek
- Itt született 1850-ben Petrogalli Artúr József főgimnáziumi tanár, entomológus.
- Itt született 1893-ban Natter-Nád Miksa újságíró, biológus.
- Itt született 1911-ben Bartkó Lajos geológus.
- Itt hunyt el 1900-ban Marc Ferenc kertész.
- Itt hunyt el 1900-ban Wagner Vilmos miniszteri tanácsos, vasgyárigazgató.[3]
- Itt szolgált Técsey Ferenc (1838-1904) kohómérnök, a diósgyőri vasgyár egykori igazgatója, a Siemens–Martin-acélgyártás hazai bevezetője.
- Itt szolgált Hanvai J. Ede (1875-1947), a dobsinai állami polgári fiúiskola igazgatója, diákturistaút-szervező, bánya- és vaskohómérnök, MÁVAG műszaki tanácsos.
- Itt szolgált Danis Ferenc (1931) tanár, agrármérnök, helytörténész.
- Itt szolgált Geri Gergely (1977) szlovák-magyar labdarúgóedző.
- Itt játszott Juraj Kucka (1987) szlovák labdarúgó.
- Itt tanult és tanított František Švantner (1912-1950) szlovák regényíró. A naturalizmus kiemelkedő képviselője a szlovák irodalomban.

## Nevezetességei
- Neogótikus római katolikus temploma 1856-ban épült, a 19. század végén és a 20. század elején megújították.

## Külső hivatkozások
- Hivatalos oldal
- A község története (szlovákul)
- E-obce.sk Archiválva 2009. február 11-i dátummal a Wayback Machine-ben
- Községinfó
- Zólyombrézó Szlovákia térképén
- A község a turisztikai régió honlapján

## Lásd még
- Lopér